# Dionysos
Pour les articles homonymes, voir Dionysos (homonymie).
Cet article possède un paronyme, voir Dionysios.

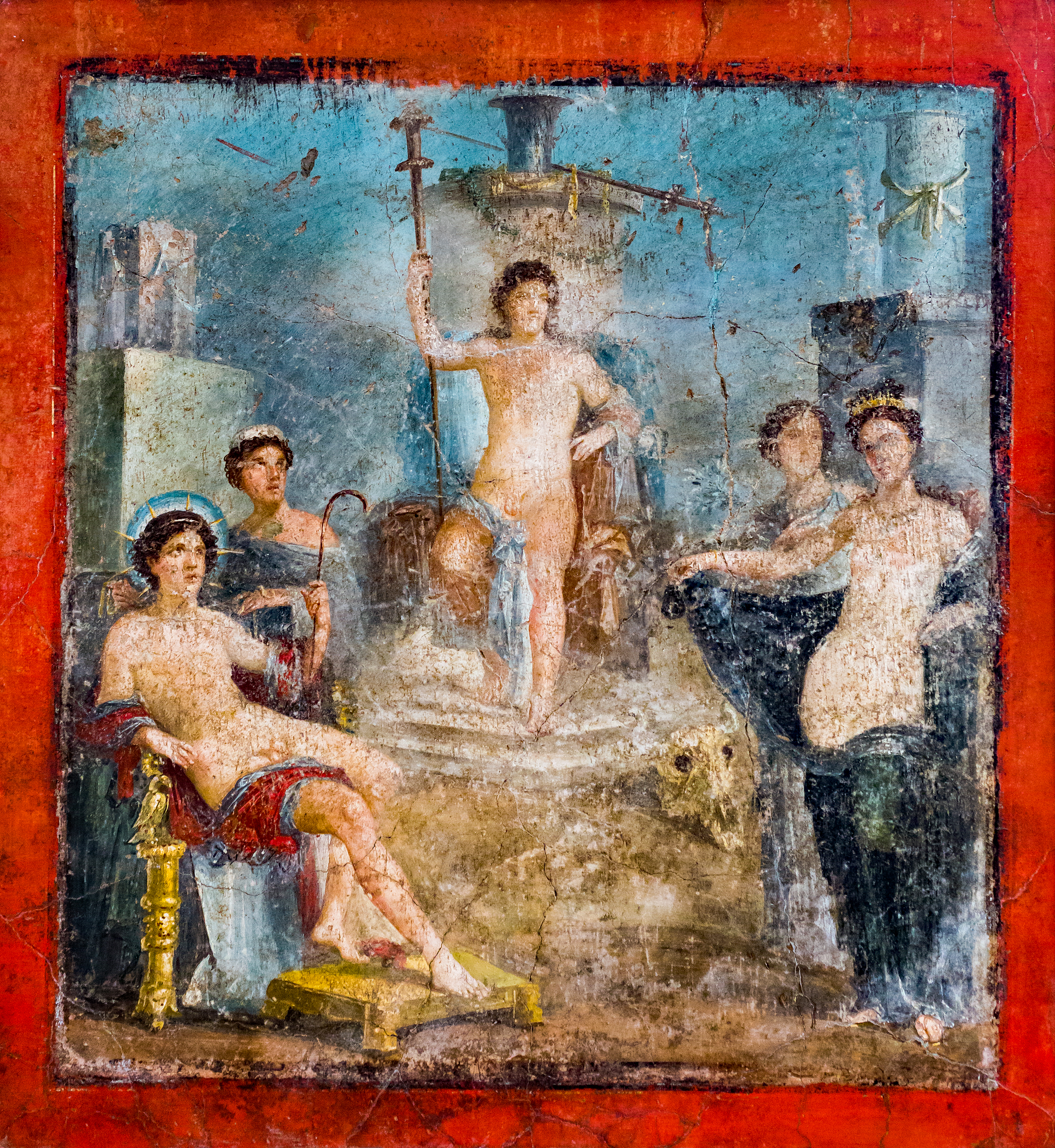
Dionysos (assis sur un trône) avec Hélios, Aphrodite et d'autres dieux. Fresque antique de Pompéi.

Dionysos (en grec ancien Διώνυσος / Diṓnusos ou Διόνυσος / Diónusos) est, dans la religion grecque antique, le dieu de la vigne, du vin, de la fête et de ses excès. Il est une figure majeure de la religion grecque et un dieu de première importance au sein de l'orphisme : les Hymnes orphiques comportent de très nombreuses prières en son honneur et s'organisent pour donner « une image de l'ordre du monde naturel et moral [qui] montre que, dans cet ordre, Dionysos joue un rôle particulier ».
Ancien Feu divin comme l'attestent de nombreux éléments de sa légende et de son culte, il est le fils de Zeus et de la mortelle Sémélé ou, selon l'orphisme, de Zeus et de Déméter ou de Perséphone. Réparties entre l'automne et le printemps, ses festivités sont liées au cycle annuel et notamment au retour du printemps. Dieu de la fureur et de la subversion, son culte est également marqué par les fêtes orgiaques féminines célébrées par ses accompagnatrices, les ménades. Ses festivités ont été la force motrice du développement du théâtre et de la tragédie. La mythologie grecque met souvent en scène Dionysos, depuis les récits liés à l'arrivée du dieu en Grèce jusqu'à ceux relatant sa conquête de l'Inde.
Il a été adopté par la Rome antique sous le nom de Bacchus (du grec ancien Βάκχος / Bákkhos, un de ses autres noms) et assimilé au dieu italique Liber Pater.

## Étymologie
Sous ses différentes formes, le nom de Dionysos signifie probablement « fils de Zeus », une étymologie qui rejoint une formule traditionnelle indo-européenne selon laquelle le Feu divin est le « fils du Ciel du jour ».

## Le mythe

### Naissance

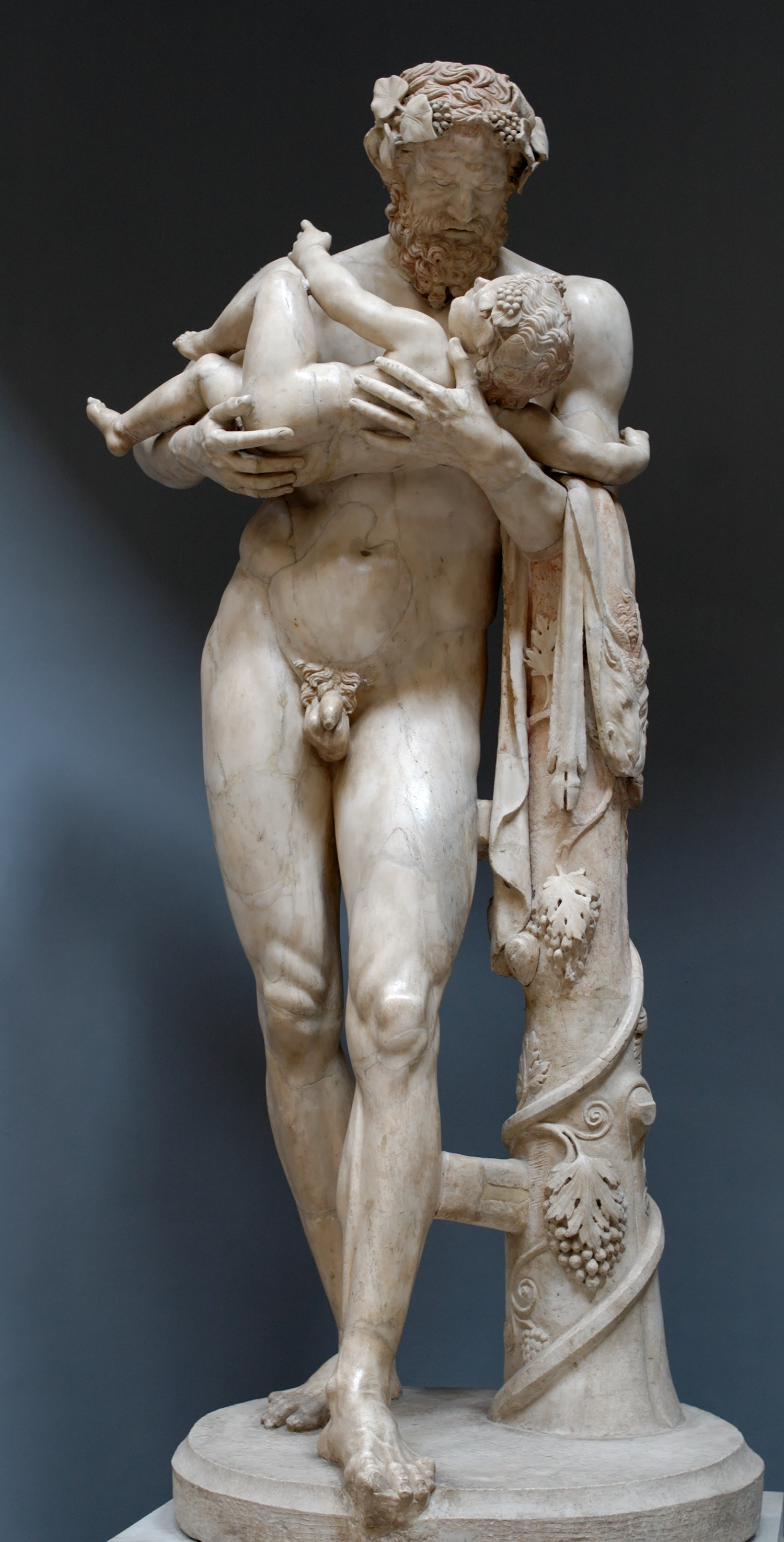
Silène portant Dionysos enfant, copie romaine d'un original du second classicisme, musées du Vatican.

Théophraste, au IIIe siècle av. J.-C., écrit au Livre IV de son ouvrage Histoire des plantes, que Dionysos est né sur le mont Méros, dans le Pakistan actuel. Dionysos est le seul dieu olympien né d'une mère mortelle : dès Homère et Hésiode, il est présenté comme le fils de Zeus et de Sémélé (Ζεμελώ / Zemelố, « terre » une ancienne déesse Terre), fille du roi de Thèbes Cadmos et d'Harmonie. Plus précisément, le récit de sa conception montre que Dionysos est né de la Terre frappée par la foudre, « la Terre Mère fécondée par l'éclair céleste du dieu Ciel », naissance caractéristique d'un Feu divin.
Poussée par Héra, jalouse, déguisée en sa nourrice et qui feint de refuser de croire que l'enfant que porte Sémélé est de Zeus comme elle le prétend, cette dernière demande à Zeus d'apparaître dans toute sa majesté pour prouver ses dires. Ne pouvant supporter sa vue, Sémélé meurt foudroyée, ce qui était le but d'Héra. Zeus tire alors son fils du ventre de sa mère et, s'entaillant la cuisse, y coud l'enfant pour mener sa gestation à terme,,. Ce récit de la gestation de Dionysos dans la cuisse de Zeus recouvre un noyau mythique très ancien : le feu allumé par la foudre est essentiellement « fils du Ciel ». Le Ciel est à la fois son père et sa mère tandis que la Terre n'a qu'un rôle passif dans l'opération.
Dans la version orphique du mythe, Dionysos-Zagreus est le fils de Zeus et de Perséphone. Héra, jalouse, demande aux Titans d'enlever le nouveau-né. Ceux-ci déchirent Dionysos en morceaux et le font cuire dans une marmite. Mais, selon une version du mythe, Athéna ramasse son cœur et le rapporte à Zeus qui en féconde ensuite Sémélé. Dans les deux cas donc, Dionysos connaît deux naissances, ce qui explique l'une de ses épithètes, δίγονος / dígonos, « deux fois né ».
Pour être soustrait à la vengeance d'Héra, il est confié à sa naissance, selon certains par Perséphone, à Ino, sœur de Sémélé, et à son époux, Athamas. Mais, découvert par Héra, qui punit Ino et Athamas en les rendant fous, Dionysos est alors transformé un temps en chevreau par Hermès sur ordre de Zeus, puis remis, sous la direction de Silène, aux nymphes d'un mont de Thrace, le mont Nysa, lieu mystérieux où les nymphes Hyades élèvent le jeune Dionysos, le « Zeus de Nysa », autre étymologie de son nom.

### Jeunesse et exploits

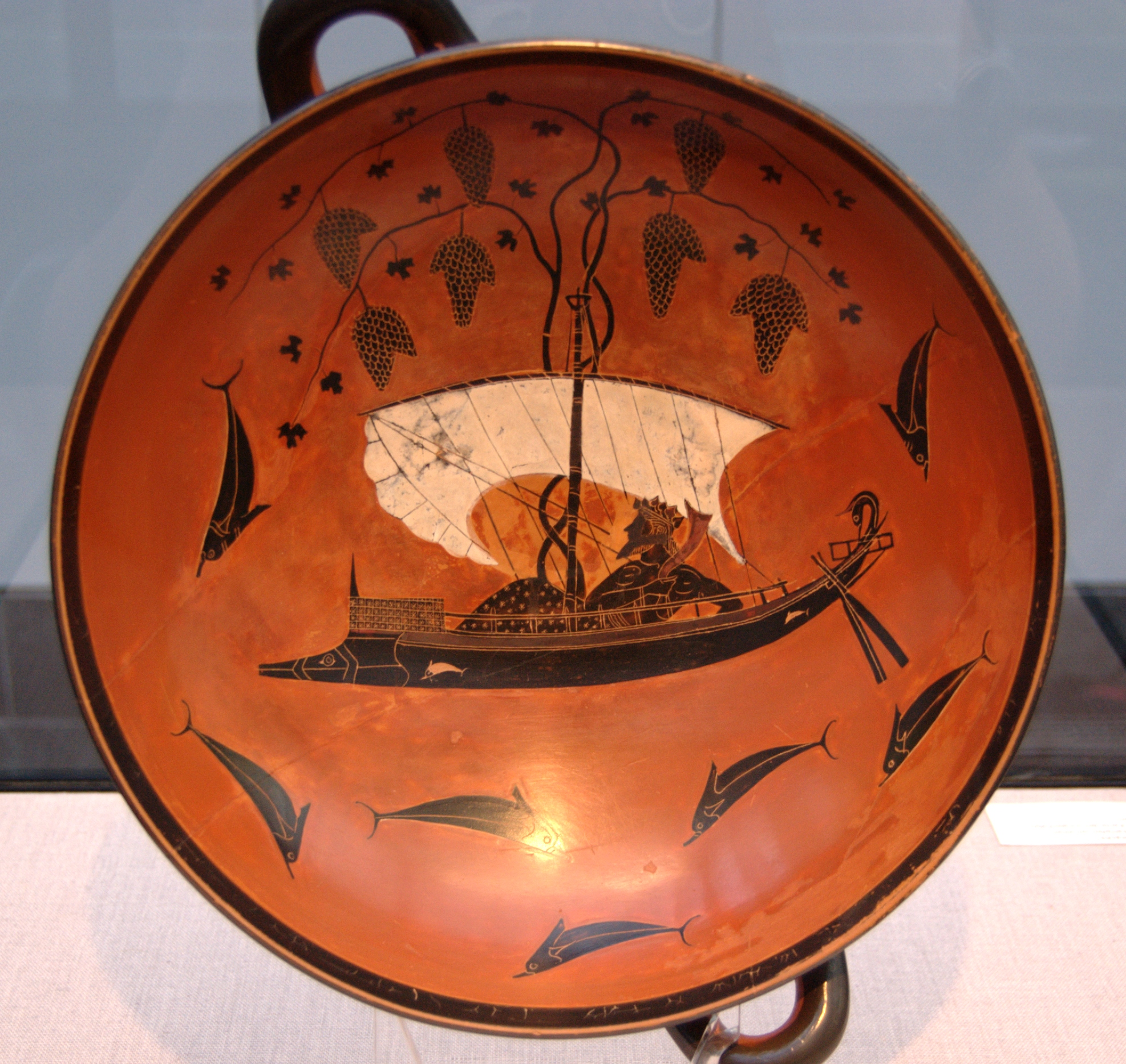
La Coupe de Dionysos, un kylix du représentant Dionysos naviguant avec les pirates qu'il a transformés en dauphins

Dionysos vit une adolescence mouvementée. Selon l’Iliade, il est d'abord poursuivi par Lycurgue, puis est fait prisonnier par des pirates tyrrhéniens qu'il transforme en dauphins, et auxquels il n'échappe qu'en réalisant d'effrayants prodiges (Hymnes homériques).
Selon Euripide, Dionysos installe son culte en Lydie, en Phrygie, en Perse et en Asie, et ne vient en Grèce qu'ensuite. Dans l'épopée Les Dionysiaques, où Nonnos de Panopolis fait la synthèse de plusieurs traditions concernant le dieu, Dionysos doit prouver sa valeur aux autres dieux de l'Olympe en commençant par conquérir les Indes. Il part avec une armée de bacchantes, de ménades et de satyres, et affronte de nombreux ennemis, dont il convainc une partie en leur faisant découvrir le vin.
En Grèce, le culte de lui-même que Dionysos installe excite d'abord les railleries. Il châtie les filles d'Argos près d'Éleuthères ainsi que Penthée, roi de Thèbes, pour cela.
Désireux d'aller rendre visite à sa mère aux Enfers, Dionysos demande l'aide d'un guide, Prosymnos, qui accepte de lui montrer le chemin en plongeant avec lui dans le lac de Lerne, qui communique avec le royaume d'Hadès. Ce plongeon est associé à de nombreux rites initiatiques en Grèce ancienne, généralement liés au passage de l'adolescence à l'âge adulte, et donc aussi aux amours entre un aîné (éraste) et un cadet (éromène). Prosymnos accepte ainsi d'aider le jeune dieu mais exige en échange que celui-ci, lorsqu'il serait de retour, lui accorde ses faveurs. Mais lorsque Dionysos revient des Enfers, Prosymnos, lui, est mort. Le dieu décide de tenir son engagement malgré tout : il taille un morceau de figuier en forme de phallus et s'acquitte de sa dette sur la tombe de Prosymnos. Clément d'Alexandrie, un apologète chrétien, rapporte ce mythe et voit en lui l'origine des phallus érigés en l'honneur du dieu dans plusieurs villes.
Dionysos est revenu des Enfers avec sa mère, Sémélé, qu'il a arrachée au royaume des Ombres. Il la transporte dans l'Olympe grâce à Hestia qui lui cède sa place, où elle devient immortelle sous le nom de Thyoné.
Dionysos est, avec Apollon, un dieu qui se manifeste par épiphanies (apparitions) : éternel voyageur, il surgit par surprise. Il se présente toujours comme un étranger, courant le risque de ne pas être reconnu. Dans le panthéon grec, il est un dieu à part : c'est un dieu errant, un dieu de nulle part et de partout. À la fois vagabond et sédentaire, il représente la figure de l'autre, de ce qui est différent, déroutant, déconcertant, anomique :

« Le retour de Dionysos chez lui à Thèbes, s'est heurté à l'incompréhension et a suscité le drame aussi longtemps que la cité est demeurée incapable d'établir le lien entre les gens du pays et l'étranger, entre les autochtones et les voyageurs, entre sa volonté d'être toujours la même, de demeurer identique à soi, de se refuser à changer, et, d'autre part, l'étranger, le différent, l'autre. »

— Jean-Pierre Vernant, L'univers, les dieux, les hommes, 1999, « Dionysos à Thèbes », p. 190.
Il est rarement associé à la gent olympienne. Il se contente de prendre part à la Gigantomachie, et négocie auprès d'Héphaïstos la libération d'Héra prise au piège par ce dernier.

### Ses amours

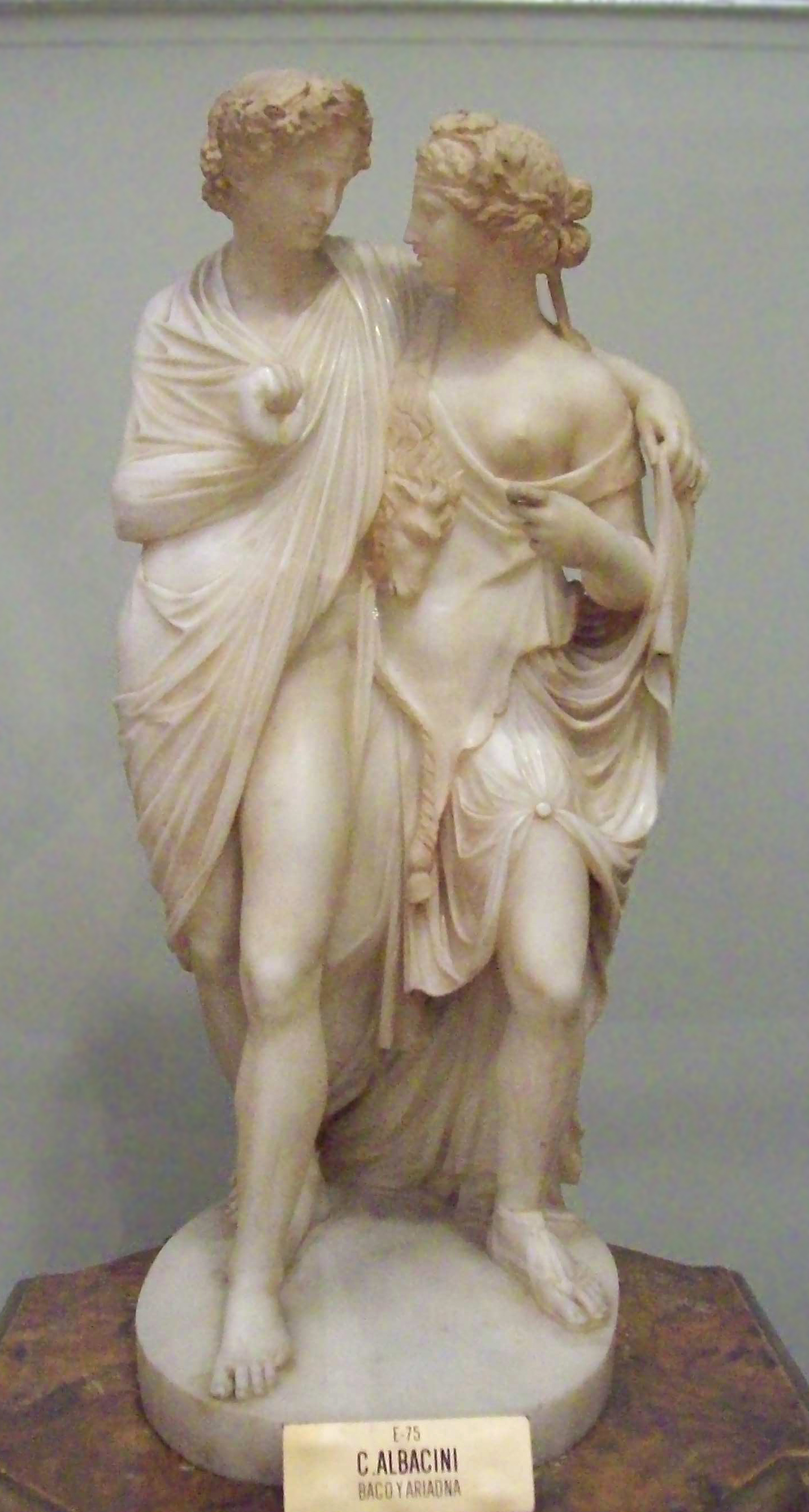
C. Albacini, Dionysos et Ariane (XVIIIe siècle), Madrid, Académie royale des Beaux-Arts de San Fernando.

Le premier amour de Dionysos est un adolescent nommé Ampélos. Mort accidentellement, il est ensuite changé par le dieu en constellation ou bien en pied de vigne.
Alors que Thésée a abandonné Ariane sur l'île de Naxos, Dionysos, qui passait par là, tombe amoureux d'elle. Il apparaît à Ariane, l'emmène sur l'Olympe et en fait son épouse. Elle est parfois vue comme la mère des Ménades. En cadeau de mariage, Dionysos aurait jeté sa couronne dans le ciel pour lui rendre hommage ; celle ci devient la constellation de la Couronne boréale. Ariane est ensuite divinisée et devient une personnification de la terre fertile.
D'Althée, la reine de Calydon, il a une fille, Déjanire, qui est adoptée par l'époux d'Althée, Œnée.
Aphrodite lui donne plusieurs fils, à savoir Priape, divinité phallique des vergers et des jardins, Hyménée, dieu du chant nuptial, et, selon le 57e Hymne orphique, l'Hermès souterrain, chtonien ou infernal.
De la nymphe Nikaia, il a une fille Teléte.

### Dionysos, héros qui meurt et renaît
Dans la légende des femmes d'Argos, celles-ci devenues folles car elles n'avaient pas exalté convenablement Dionysos se mettent à dévorer leurs nourrissons. Dans deux versions de cette légende, Persée, héros des Argiens, intervient et vainc Dionysos. Il le tue et le jette dans un lac, ou bien, selon Philochore, Dionysos va mourir à Delphes où il a son tombeau. Selon Pausanias et Nonnos, l'affrontement se termine par une réconciliation et l'admission du culte dionysiaque à Argos.
Apparemment incompatible avec l'idée d'un Dionysos immortel, ce Dionysos, héros qui meurt et renaît périodiquement, correspond à la conception de Dionysos comme « Feu divin ». Cette conception avance que la nature de Dionysos serait unique : différente de celle des autres dieux (hormis Pan) puisqu'il est soumis à la mort, mais également différente de celle des mortels, puisqu'il renaît. Ainsi, comme le rapporte Plutarque, les Delphiens prétendent que les restes de Dionysos sont enfouis chez eux, près de l'endroit où la Pythie rend ses oracles. Il repose « près du Feu Immortel et du trépied ». 
Ces morts sont suivies de résurrections. Pour Jean Haudry, cet ensemble de pratiques et de conceptions se rattachent à un ancien dieu Feu qui meurt quand on l'éteint et renaît quand on le rallume.

### Apparences
Dionysos présente plusieurs caractéristiques physiques d'un dieu Feu. Il est décrit à date ancienne comme blond (khrusokómēs). Les masques de terre cuite de l'époque archaïque lui donnent un visage rouge, des cheveux et une barbe blonde. Selon Pausanias, on applique une peinture rouge sur son visage, et selon Euripide, il a des « yeux de vin ». Son manteau est de couleur pourpre et il est revêtu d'une peau de chèvre noire.
Enfin, comme Shiva, Dionysos a des cornes de taureau, animal lié au feu. Ainsi, les femmes d'Élide invoquent Dionysos « digne taureau » et il est dit bougenēs « né d'une vache ». Bernard Sergent rappelle que Dionysos est souvent représenté cornu.

## Mythes semblables
- Les trois filles de Proétos (Lysippé, Iphinoé, Iphianassa) frappées de démence par Dionysos ou Héra et guéries par Mélampe[28].
- Les sœurs Agavé, Ino et Autonoé, qui tuèrent Penthée, le fils d'Agavé, lors d'un délire dû à Dionysos.
- Les Minyades, filles du roi d’Orchomène en Béotie, Minyas, au nombre de trois : Leucippé, Arsinoé et Alcathoé, qui refusèrent de s’adonner au culte de Dionysos. Pour se venger, il les punit en les frappant de folie.

## Origine

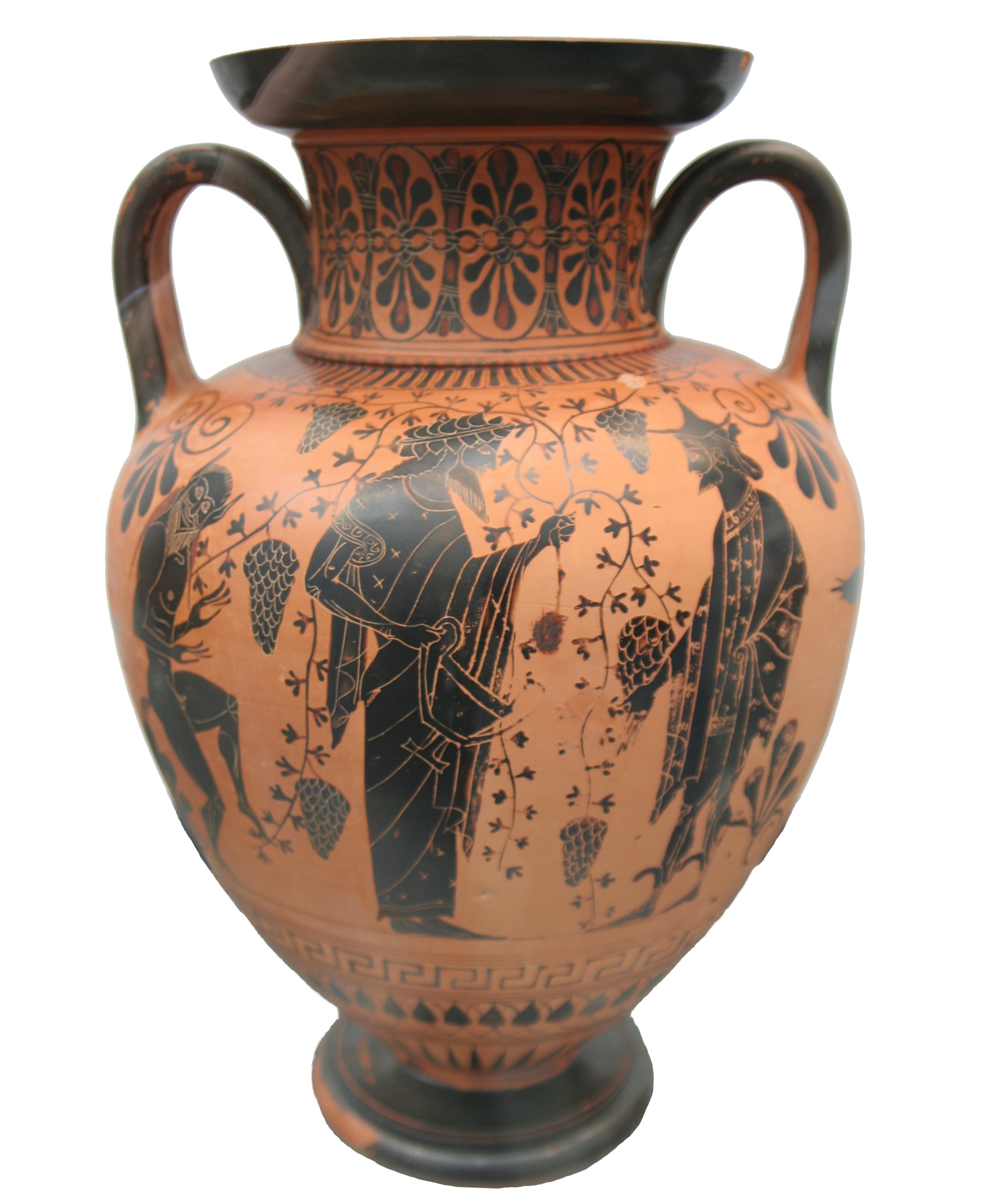
Dionysos parlant avec Hermès, un satyre dansant à gauche, vase attique (vers 550-520 av. J.-C.), Munich, Staatliche Antikensammlungen.

Dionysos a représenté d'abord un dieu de la fureur — son qualificatif le plus anciennement attesté est mainómenos « furieux » —, puis celui des boissons alcoolisées et Dionysos Eleútheros issu de la racine « croître », un dieu de la croissance comme le Līber Pater romain, la Lauma lette, le Vofionus osque et la Louzera vénète, divinités qui tirent leur nom de la même racine.
Mais le dieu le plus proche de Dionysos est le Shiva indien, comme l'avaient remarqué les auteurs anciens, dieu issu du Feu divin indo-européen et comme lui dieu de la végétation.
Dionysos est un ancien Feu divin comme le rappellent de nombreuses attestations : les flammes de la foudre sont ses nourrices, ses qualificatifs puróeis « ardent », purigenēs « né du feu », puripaís « enfant du feu », ainsi que les torches utilisées dans ses fêtes. Le feu est présent dans la commémoration de la mort et de la renaissance de Dionysos. La fête était nommée Dadophories d'après l'acte central de porter le feu sur le sommet de la montagne où il symbolisait la renaissance de Dionysos. Un hymne orphique l'identifie au feu.

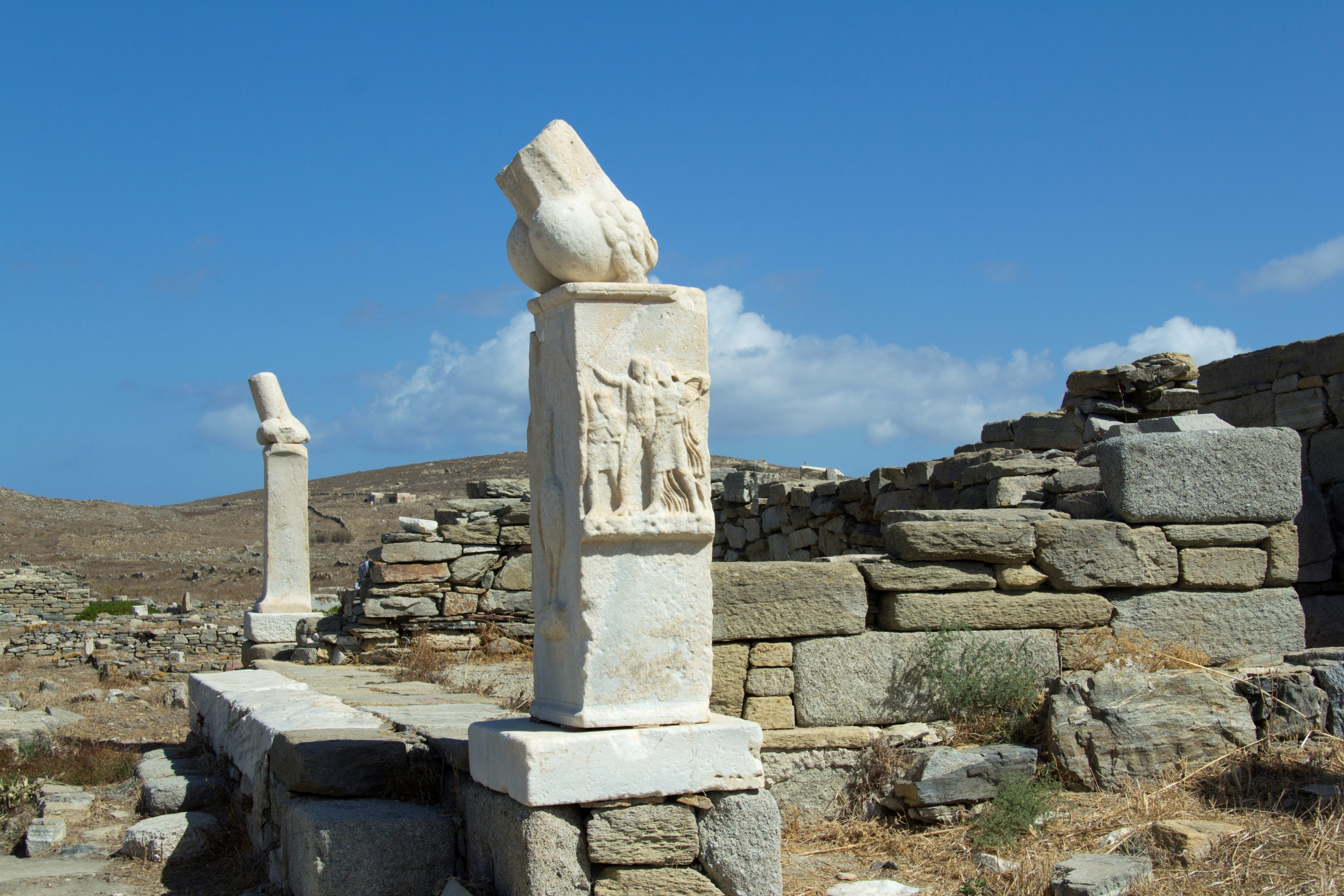
Un phallus sculpté à l'entrée du temple de Dionysos à Delos

Tout comme Shiva, Dionysos est un dieu paradoxal, contradictoire, aux multiples visages. Ces paradoxes s'expliquent par la mythologie du feu. Dionysos autopátōr « père de lui-même » est l'exacte contrepartie du dieu védique du Feu : Agni « rejeton de lui-même ». Dionysos Dimorphos « dieu qui renaît éternellement de lui-même », « père et fils des dieux » reflète une concordance formulaire du Feu divin. Il est décrit tour à tour comme viril et efféminé, mâle et femelle, jeune et vieux — « le plus ancien et le plus jeune de tous les dieux » —, violent, voire guerrier et pacifique, joyeux et sinistre, véridique et trompeur. Un certain nombre de ces contrastes se justifient par le contraste entre le feu et le foyer.
Mâle comme Shiva, il a pour emblème le phallus, d'où la présence à ses côtés des satyres et des silènes, mais le foyer est féminin. Le feu est dit jeune et vieux car on rallume le foyer après l'avoir éteint. Le feu sauvage est fort et violent quand celui du foyer est faible et démuni car sa survie dépend de celui qui l'entretient. On jure devant le foyer qui est garant de la vérité, mais le feu est dit trompeur car imprévisible. Ces aspects contradictoires ont eu pour conséquence que, dès l'Antiquité, on a cherché à distinguer plusieurs Dionysos, mais la nature de feu divin explique ces paradoxes.
Comme Agni, seigneur du feu sacrificiel et du foyer, Dionysos est dit « mangeur de viande crue ». On lui accole l'épiclèse d'Ὠμάδιος / Ômádios « qui aime la chair crue », épithète assez étonnante pour un dieu le plus souvent pacifique. Mais ce trait caractérise également un dieu Feu dans sa fonction funéraire. C'est à ce titre qu'on lui offre des sacrifices humains Héraclite dans un passage célèbre identifie Dionysos à Hadès sans saisir que s'il existe un Dionysos funèbre, celui-ci n'est pas semblable au « maître des Enfers » : il s'agit du feu du bûcher. C'est dans ce contexte qu'il est qualifié de glouton (laphúsios) et de destructeur d'hommes (anthropōrraístēs).

## Fonctions

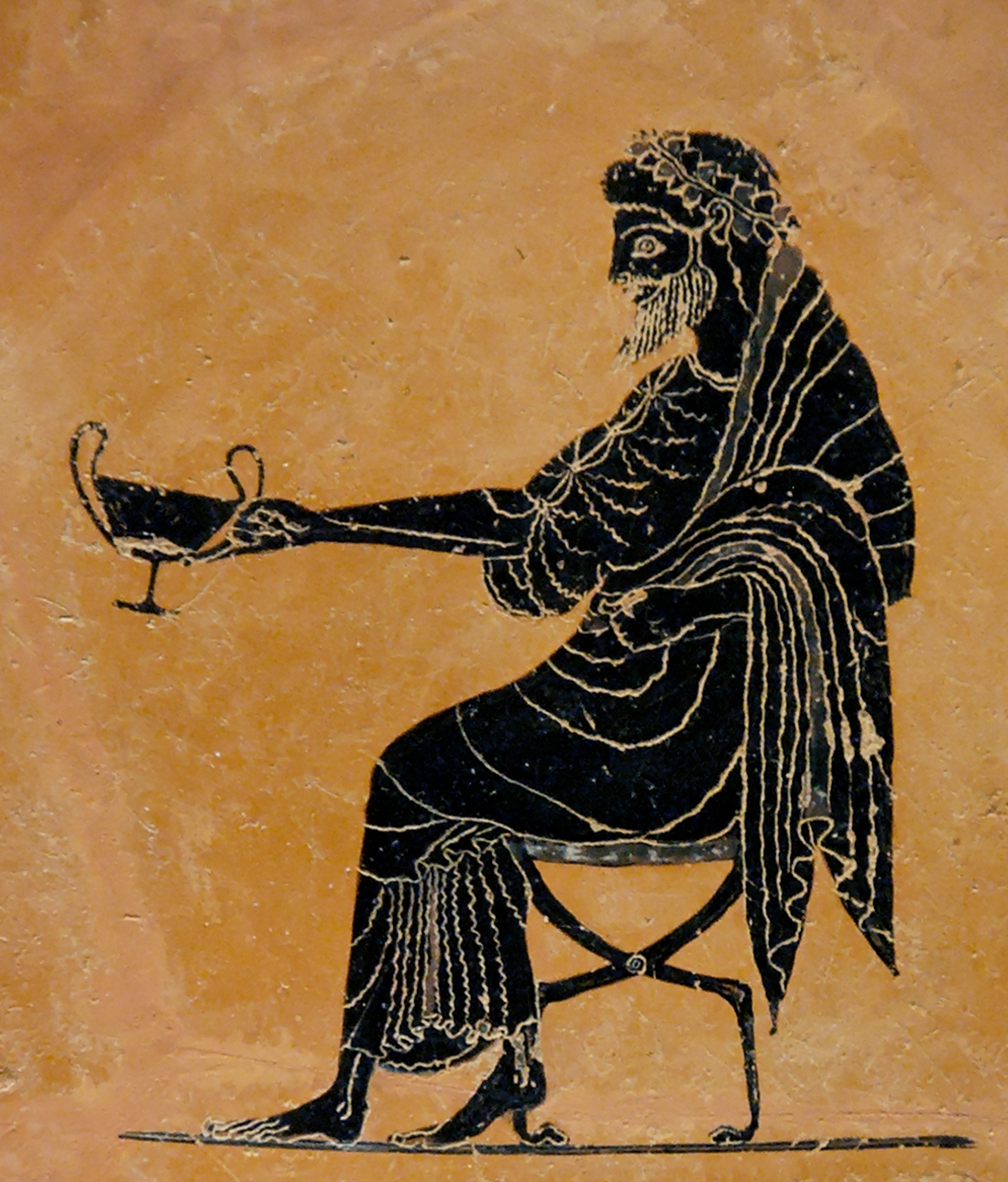
Dionysos allongeant une tasse à boire kantharos, fin du

Si Dionysos est avant tout un dieu du vin, il ne l'est que secondairement. Il ne l'est que parce que le vin est considéré traditionnellement comme une des formes du feu. Le vin est une « eau de feu ». Il se spécialise ensuite dans la vigne, qu'il est censé avoir donnée aux hommes, ainsi que dans l'ivresse et la transe mystique. Ses attributs incluent tout ce qui touche à la fermentation, aux cycles de régénération. Il est le dieu de la végétation arborescente et de tous les sucs vitaux (sève, urine, sperme, lait, sang), comme en témoignent ses épiclèses de Φλοῖος / Phloîos (« esprit de l'écorce ») ou encore de Συκίτης / Sukítês (« protecteur des figuiers »). Il est fils de Sémélé, avatar de la déesse phrygienne de la terre, amant d'Ariane, déesse minoenne de la végétation, et le compagnon des nymphes et des satyres. Il est également fréquemment associé au bouc et au taureau, animaux jugés particulièrement prolifiques,.
Il est surtout le père de la comédie et de la tragédie (du grec τράγος / trágos, « bouc »). C'étaient au départ des sortes d'« illustrations » du culte, qui se donnaient au théâtre grec au cours des Dionysies, en présence de ses prêtres (comme les mystères que l'on jouait au Moyen Âge sur les parvis des cathédrales). La tragédie est issue du dithyrambe, une forme littéraire scandée particulière, la comédie des chants phalliques. Les chants et musiques dionysiaques font appel aux percussions et aux flûtes. Ils sont dissonants, syncopés, provoquent la surprise et parfois l'effroi. En ce sens, il est l'antithèse d'Apollon, qui patronne l'art lyrique et l'harmonie. D'ailleurs les flûtistes (aulètes) étaient perçus comme des bateleurs et non des musiciens, car l'usage de l'instrument déformait leur bouche, ce qui heurtait l'esthétique grecque et donnait lieu à des plaisanteries.
Dionysos, dieu de l'ivresse et de l'extase, est celui qui permet à ses fidèles de dépasser la mort. Le vin, comme le soma védique, est censé aider à conquérir l'immortalité.
Jane Ellen Harrison signale que Dionysos, dieu du vin (boisson des classes aisées), s'est substitué tardivement à Dionysos, dieu de la bière (boisson des classes populaires), ou Sabazios, dont l'animal emblématique chez les Crétois était le cheval (ou le centaure). Il se trouve que la bière athénienne était une bière d'épeautre, trágos en grec. Ainsi, les « odes à l'épeautre » (tragédies) ont-elles pu être considérées tardivement, par homonymie, comme des « odes aux boucs » (l'animal qui accompagnait le dieu et associé au vin chez les Crétois).

## La liturgie et les cultes

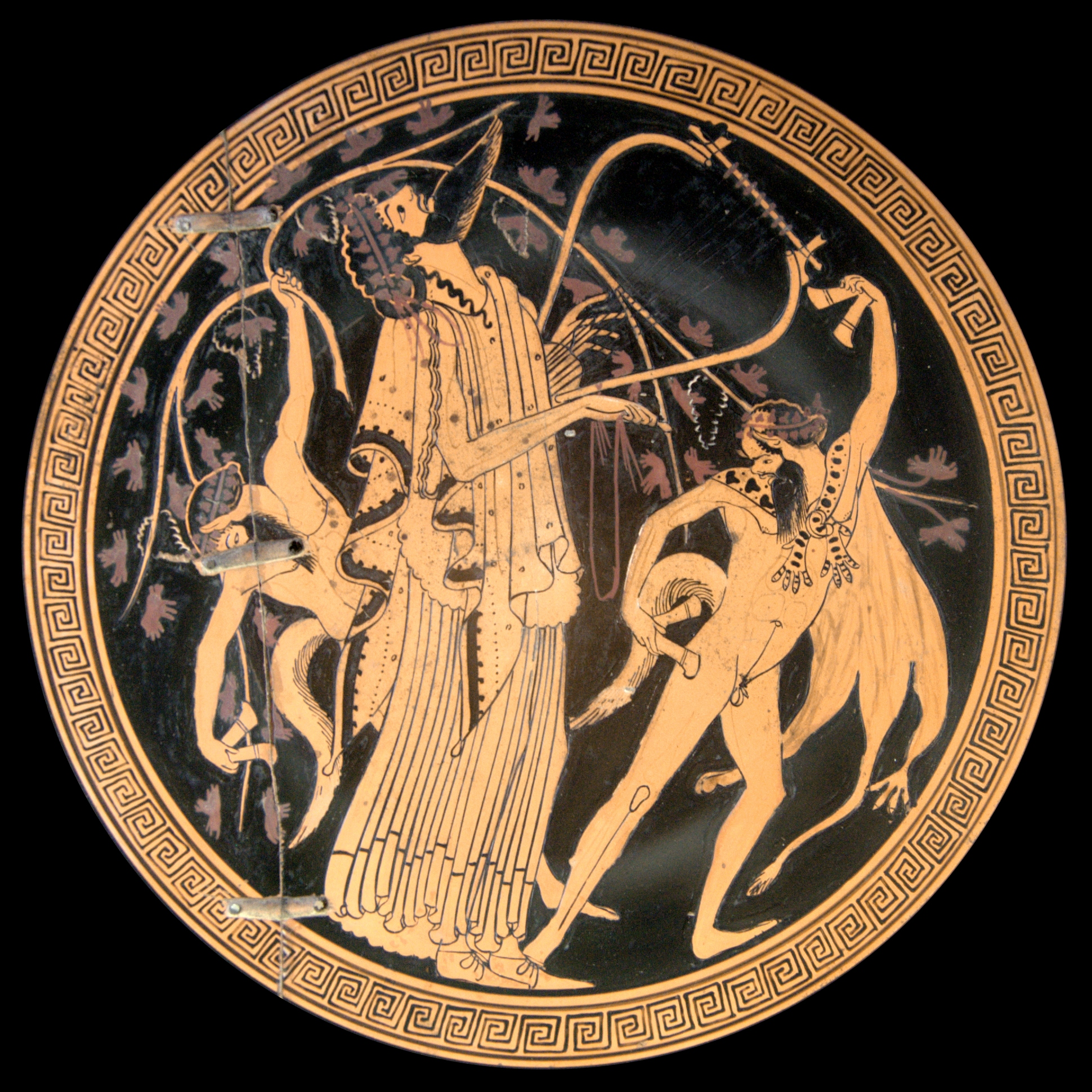
Dionysos et son thiase, médaillon d'un kylix du Peintre de Brygos (vers 480 av. J.-C.), Paris, Cabinet des médailles de la Bibliothèque nationale de France.

Les Grecs considéraient Dionysos comme une divinité étrangère, ainsi que l'indique l'attribut du bonnet phrygien, qu'il partage avec Mithra. On a parlé d'une origine indienne et mésopotamienne. Le décryptage par Michael Ventris et John Chadwick, à la suite des travaux d'Alice Kober, des tablettes en linéaire B découvertes dans les palais mycéniens a cependant révélé que le nom de Dionysos figurait dans la liste des divinités grecques dès l'époque mycénienne.
Les fêtes de Dionysos, comme celles de Shiva, se répartissent sur l'automne, l'hiver et le printemps.
Le centre du culte dionysiaque culmine avec la fête des Anthestéries, célébration solsticiale hivernale et fête des morts. Dionysos est alors le dieu chthonien de l'hiver, complémentaire ou opposé à l'Apollon solaire. Les Anthestéries sont la fête d'un dieu Feu qui triomphe des ténèbres.
La célébration de la fin de l'hiver est aussi à rapprocher d'un autre culte à mystères, celui de Déméter. En effet, dans le culte orphique de Dionysos-Zagreus, Dionysos est le fils des amours de Zeus et de Perséphone. Dionysos-Zagreus n'arrive pas à échapper aux Titans envoyés par Héra pour le tuer, et ses meurtriers le dépecèrent et en mangèrent les morceaux. Apollon reçut l'ordre de Zeus de recueillir ses membres et de les ensevelir, ce qu'il fit sous le trépied de Delphes. Quant à Athéna, elle recueillit le cœur de Dionysos-Zagreus et l'apporta à Zeus (ou à Sémélé) qui le dévora pour donner naissance au second Dionysos, le Dionysos thébain deux fois né.

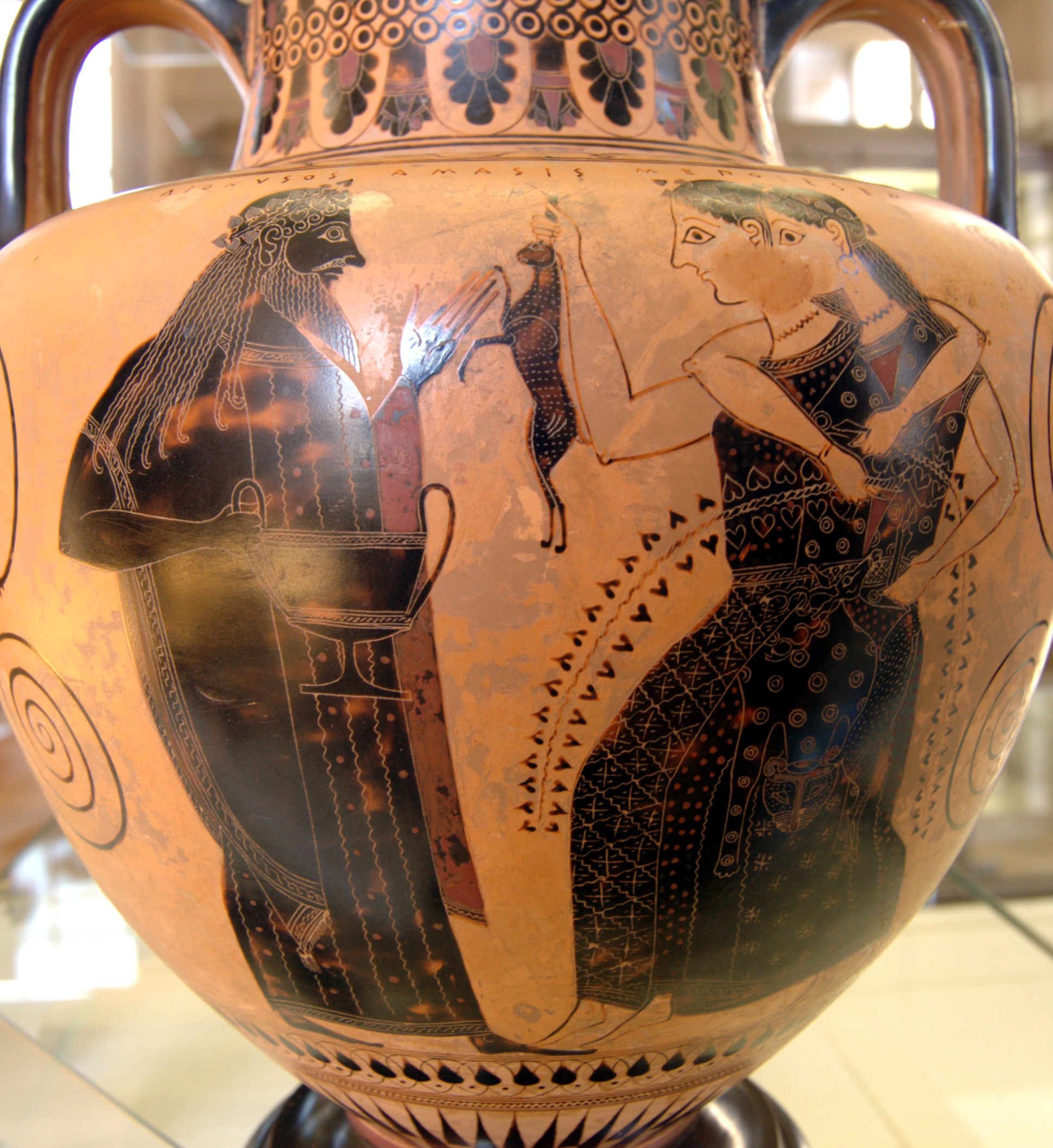
Dionysos et deux ménades représentés par le potier athénien Amasis, env. 550–530 av. J.-C.

Son culte public donnait lieu aux fêtes des « Dionysies » consistant principalement dans la procession d'un phallus, mais il existait aussi un important culte secret, représenté par des mystères, comportant des cérémonies initiatiques. Il est souvent accompagné d'un groupe de satyres, de Ménades, de panthères, de boucs, d'ânes et du vieux Silène, formant le « cortège dionysiaque ».
Le culte privé avait lieu entre initiés, c'est un culte à mystères. Le regroupement de ces initiés porte le nom de thiase. Les thiases pratiquaient un culte caché et initiatique, souvent dans des cavernes et la nuit, au cours desquels on initiait les nouveaux membres du thiase, et qui officiaient dans la dimension ésotérique de la résurrection du dieu deux fois né. On manque de sources pour savoir ce qui s'y passait exactement, mais ces cérémonies secrètes et nocturnes ont perduré jusque sous l'Empire romain. Elles comportaient des sacrifices, mais aussi des délires dus à l'ivresse ou à la consommation de drogues végétales, et des excès de toutes sortes, notamment sexuels.
Dieu de la nature sauvage, Dionysos est le moins politique des dieux grecs. Son culte s'impose à la cité mais n'en provient pas : « le dionysisme... exprime la reconnaissance officielle par la cité d'une religion qui, à bien des égards, échappe à la cité, la contredit et la dépasse ». Néanmoins, le Dionysos du foyer, le culte de Dionysos des Anthestéries athéniennes avaient le caractère d'un culte du foyer national et il est probable que le Dionysos thébain ait eu un caractère national encore plus marqué. Ce Dionysos du foyer familial et national peut avoir inspiré l'esprit de la tragédie.
Dionysos est un dieu très répandu et très populaire dans toute l'Antiquité. On trouve de nombreux temples tout autour du bassin méditerranéen, qui voisinent avec ceux des plus grands dieux. À l'époque hellénistique, il devient même un dieu civilisateur.
Enfin, il faut signaler l'existence d'une résurgence contemporaine du culte de Dionysos. Il existe ainsi plusieurs thiases aux États-Unis, et quelques-uns en Europe, mais qui n'ont rien à voir avec ceux de l'Antiquité[réf. nécessaire].

## Attributs et épiclèses

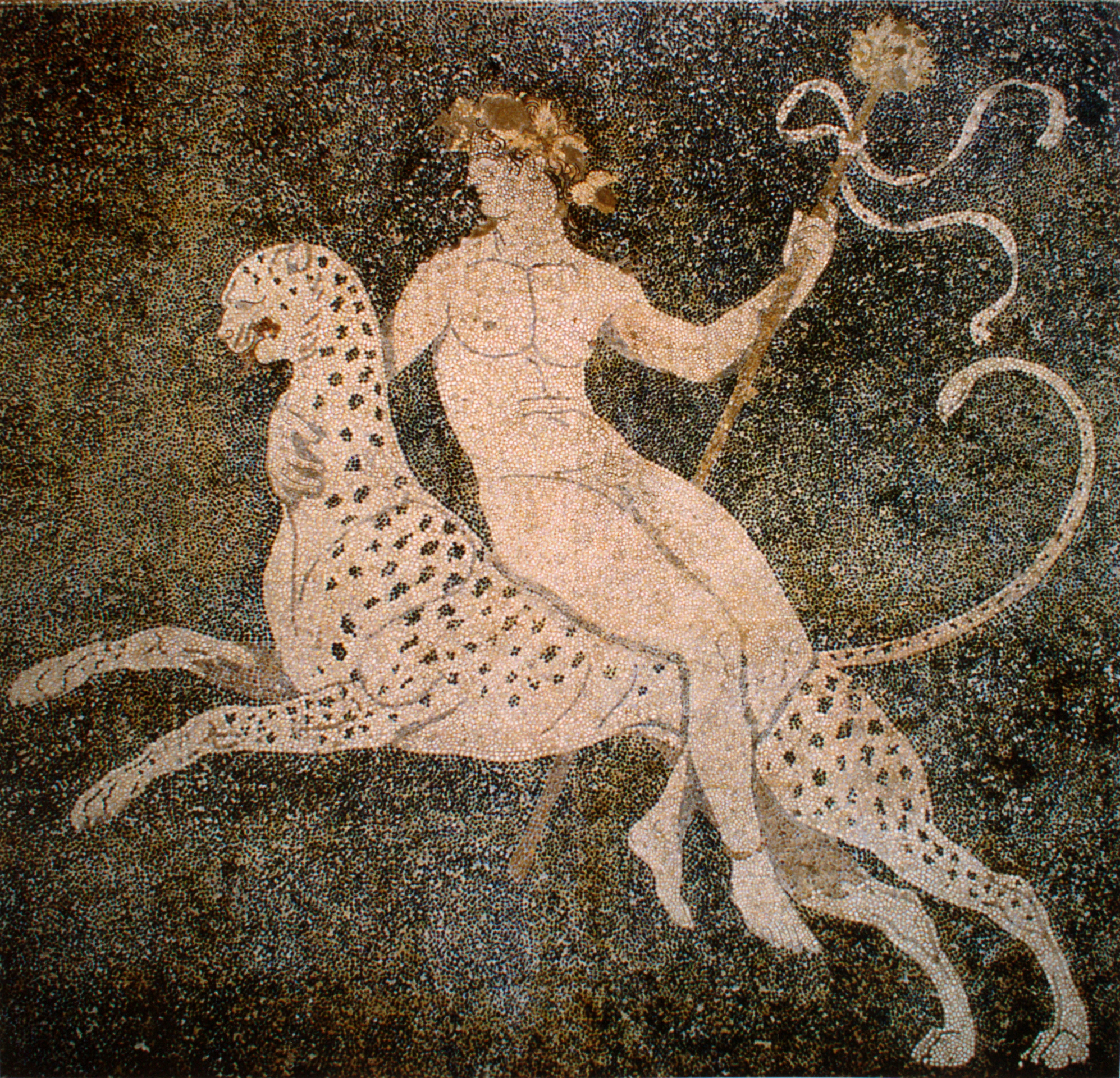
Dionysos assis sur une panthère, mosaïque du IVe siècle av. J.-C., musée archéologique de Pella.

### Épiclèses
- Ἀκρατοφόρος / Akratophóros (Acratophore), « celui qui sert du vin pur »
- Δενδρίτης / Dendrítês, « protecteur des arbres »
- Ὠμάδιος / Ômádios, « qui aime la chair crue »
- Φαλληνός / Phallênós, « garant de la fécondité »
- Φλοῖος / Phloîos, « esprit de l'écorce »
- Συκίτης / Sukítês, « protecteur des figuiers »

### Épithètes
- Ζαγρεύς / Zagreús, fils de Zeus et de Perséphone
- Bromios, « au bruyant cortège »
- Δίγονος / Dígonos, « deux fois né »
- Βάκχος / Bákkhos, « qui retentit »

### Attributs
L'attribut majeur et personnel de Dionysos est le thyrse qu'il tient à la main, qu'on trouve à ses pieds ou dans son cortège.

#### Plantes principales
Le pin et le lierre, ainsi que leurs fruits, la pomme de pin et les baies de lierre, dont il est souvent couronné. Ces plantes sont une apparente exception dans la nature, car elles sont toujours vertes au cours de l'année, et ne semblent pas perdre leurs feuilles, ce qui renvoie aux résurrections du dieu. On notera aussi que les vrais fruits du pin sont cachés dans la pomme, et que les baies de lierre, toxiques, entraient dans la fabrication d'une bière que consommaient les Ménades, et qui contribuait à leur transe. On trouve aussi le grenadier et la grenade, le figuier et les figues (le grenadier est issu du sang du dieu, ses fruits mûrissent en hiver, et Perséphone reste liée aux enfers pour en avoir mangé ; le figuier est associé à la vie cachée dans le monde méditerranéen, car il pousse spontanément là où il y a de l'eau souterraine et révèle les sources).
Comme le dieu a apporté la vigne et le vin aux hommes, on trouve également comme attributs la vigne et le raisin, la coupe à boire. Mais il s'agit plutôt d'une contamination avec Bacchus, son équivalent romain.

#### Autres
Le bonnet phrygien rappelle son origine asiatique. Il y a aussi la flûte, les cymbales et les tambourins.
- Animaux associés : le bouc, la panthère, l'âne.
- Temples majeurs : Athènes (théâtre de Dionysos), Éleusis, Smyrne, Éphèse.
- Fêtes en son honneur : Dionysies, Anthestéries, Agrionies, Lénéennes.

## Représentations artistiques dans l'Antiquité

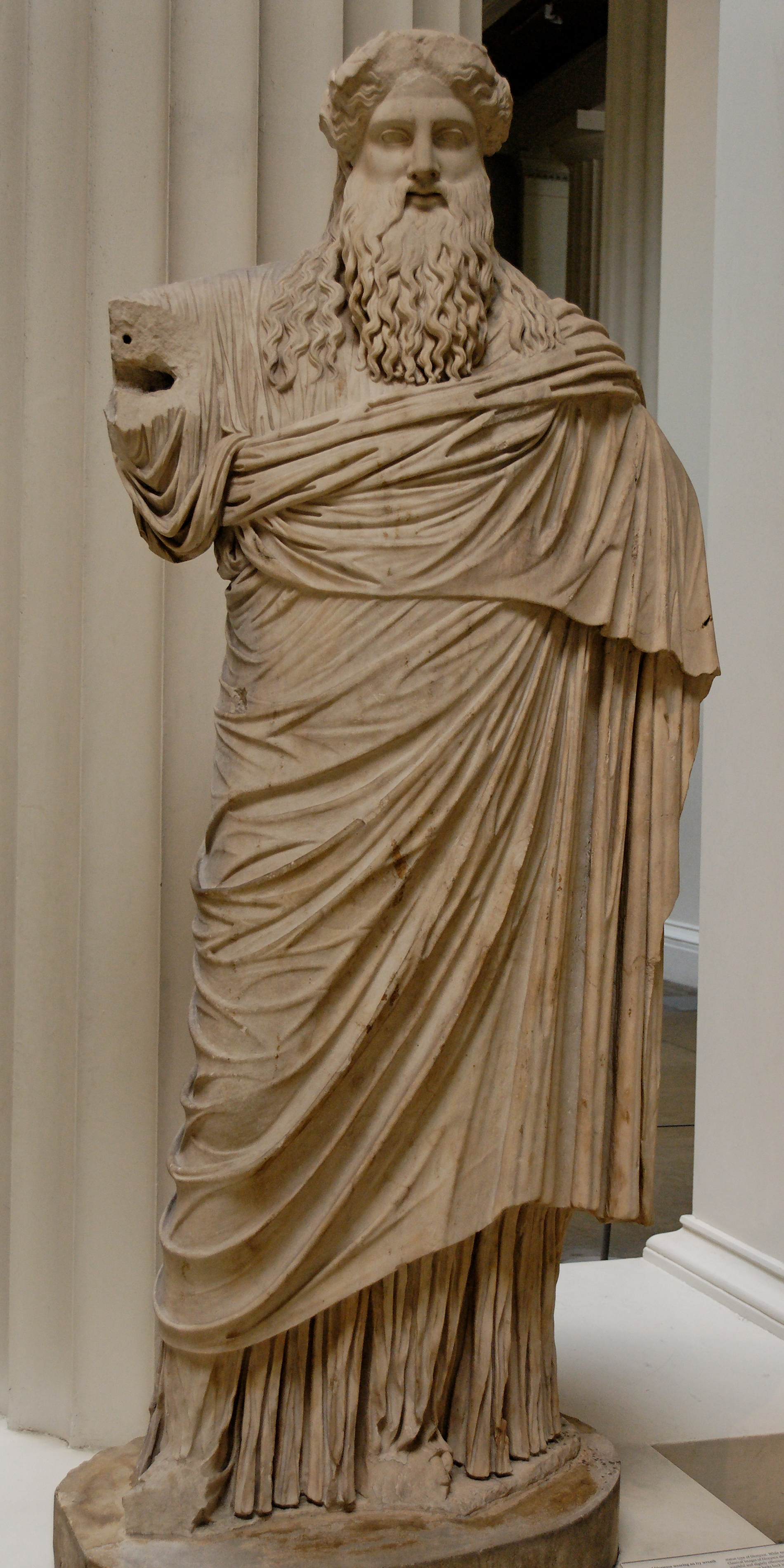
Dionysos Sardanapale, Londres, British Museum.

Il existe d'innombrables statues de Dionysos, à l'époque où il était un dieu révéré. On trouve également nombre de mosaïques à énigme, car il était courant pour un initié, s'il était riche, de le faire savoir au sol d'une pièce publique de sa maison. Dans les mosaïques, si son triomphe terrestre ou le dieu préside au banquet est très souvent représenté, son triomphe marin est plus rare.
Enfin, des scènes évoquant ses aventures sont souvent présentes sur des sarcophages ou bas-reliefs, car il avait une place importante dans les rituels de la mort et de la renaissance. Les sujets dionysiaques sont parmi les plus populaires du monde romain, car les mystères ayant trait à la mythologie du dieu et à l'ébriété suscitée par le vin impliquent les liens tenus, mais indissolubles, avec le monde de l'au-delà. Lorsque son culte s'est éteint, ses représentations l'ont souvent confondu avec Bacchus, et il faut attendre le symbolisme du XIXe siècle pour le voir réapparaître avec le thyrse dans la peinture d'un Simeon Solomon.
- Paris, musée du Louvre : Dionysos chez Icarios, bas-relief ;
- Hélicon : Dionysos, bronze par Myron[56],[57] ;
- Dionysos, par Denys d'Argos[réf. nécessaire] ;
- Mercure nourrissant Dionysos petit[58], par Céphisodote l'Ancien[réf. nécessaire] ;
- Olympie, musée archéologique : Hermès portant Dionysos enfant, attribué à Praxitèle[59] ;
- Dionysos, par Euclide, sculpteur hellénistique[réf. nécessaire] ;
- Dionysos, statue de Scopas pour la ville de Cnide[réf. nécessaire] ;
- Espagne, collection privée : Dionysos, Ier siècle, torse en marbre, hauteur 51 cm[60] ;
- Dionysos en habit de femme, sculpture au musée Pio-Clementino.
- Triomphe marin de Dionysos, mosaïque polychrome du IIIe siècle de notre ère, de 100 mètres carrés dans la maison du Dionysos à Dion en Grèce
- Triomphe marin de Dionysos, mosaïque polychrome du IIIe siècle de notre ère, grande maison de Corinthe, même disposition des personnages que celle de Dion.

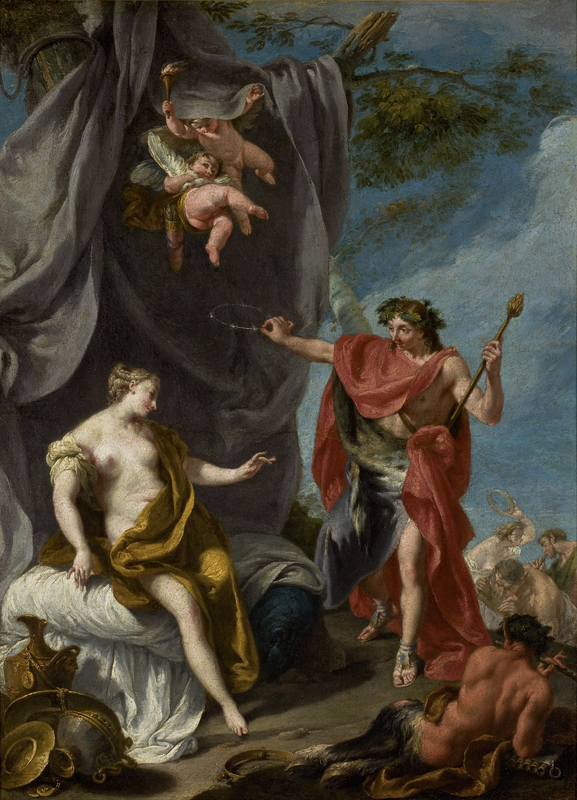
Giambattista Pittoni, Dionysos et Ariane (1730–1735), musée d'art de São Paulo.

## Dans les arts et la culture

### Filmographie

#### Cinéma

##### Animation
Symphonie pastorale de Fantasia réalisé en 1940 met en scène le personnage de Bacchus. En 1976, le dieu de la vigne apparait dans Les 12 Travaux d'Astérix. En 1997, Dionysos apparait dans Hercule. En 2017, Paul Reinbach double le dieu dans Wonder Woman Abridged.

##### Super-héros
En 2013, Stanley Tucci incarne le dieu dans Percy Jackson : La Mer des monstres.
En 2022, Simon Russell Beale joue son rôle dans Thor: Love and Thunder.

#### Télévision

##### Animation
En 1998, Dionysos apparait dans deux épisodes de Hercule, Hercule et la Bacchanale et Hercule et la touche d'or. En 2002, Barney Gumble joue le dieu du vin dans To Bart or not to Bart 14e épisode de la 13e saison des Simpson. Michel Vuillermoz le joue dans 50 nuances de Grecs.

##### Documentaire
En 1970, William Finley joue Dionysos dans Dionysus in '69 de Brian De Palma. En 2001, l'épisode 7 de Mythologies est consacré au dieu de la vigne. En 2016, l'épisode 8 Dionysos, l’étranger dans la ville de Les Grands Mythes aborde l'histoire du dieu.

##### Fantastique
En 1996, Anthony Ray Parker joue le rôle de Bacchus dans l'épisode 4 Dans l'antre de Bacchus de la saison 2 de Xena la guerrière. En 1998, Kevin Smith incarne le dieu dans Hercule contre Arès.

##### Chanson
En 2024, Philippe Katerine interprète son nouveau titre Nu lors de la cérémonie d'ouverture des Jeux Olympiques de Paris, déguisé en Dionysos.

### Iconographie

#### Peinture
Le personnage de Dionysos et Bacchus a fait l'objet de nombreux tableaux.

##### Temps moderne
Le Titien a réalisé deux peinture sur Dionysos, l'une entre 1520 et 1523 Bacchus et Ariane et l'autre La Bacchanale des Andriens de 1523 à 1526. Un siècle plus tard Velázquez peint Le Triomphe de Bacchus. À une date inconnue, Cornelis de Vos peint Le Triomphe de Bacchus. Au XVIIe siècle, Giovanni Francesco Romanelli achève son Bacchus. Bacchus est un tableau du Caravage peint à la fin du XVIe siècle.

##### Epoque contemporaine
En 1867, Simeon Solomon peint Bacchus.

### Littérature

#### Bande dessinée
Le dieu du vin apparait dans Les Mésaventures du Roi Midas de Stefano Garau et Clotilde Bruneau. Il est le personnage principal du Tome Dionysos de La Sagesse des mythes paru en 2020. Dans le tome 2 Dagon de Les Licteurs publié en 2020, des bacchantes torturent des soldats romains sous la supervision de Dionysos. Il est mis en scène dans Olympians : Dionysos The New God de George O’Connor sorti en 2022.

#### Roman
Dans l'antiquité, Lucien de Samosate écrit un texte intitulé avant-propos ou Dionysos où l'auteur romain met en scène la suprématie du dieu grec. Les Dionysiaques sont une épopée de Nonnos de Panopolis, relatant les origines, l'enfance et les exploits du dieu Dionysos, en particulier sa conquête de l'Inde.
Dans La Naissance de la Tragédie, Friedrich Nietzsche analyse les mécanismes de la tragédie grecque à partir des symboliques liées aux dieux Apollon et Dionysos. Le philologue voit ainsi en Dionysos une pulsion d'oubli de soi, d'envoûtement, d'énergie et d'ivresse. L'envoûtement dionysiaque tire l'homme hors de la civilisation et l'expose « au danger d'aspirer à une négation bouddhiste de la volonté ». La pulsion apollinienne canalise alors cet oubli de soi en le transformant en représentation artistique et symbolique : « L'art le sauve, et à travers l'art, ce qui le sauve à son profit — c'est la vie. ».
En 1921, Viatcheslav Ivanovitch Ivanov achève son traité Dionysos et le dionysianisme du début.
En 1951, Giovanni Papini écrit une suite à Gog intitulé Le livre noire où au chapitre La révolte des dieux, Dionysos regrette les jours où les dieux régnaient sur la Terre et cherche à retrouver leur place.
En 2021, Vikki Bramshaw écrit Dionysos : une étude du dieu Dionysos : histoire, mythe et traditions.

### Sculpture

#### Statuaire
À une date inconnue, le Dionysos Sardanapale est sculpté dans un style hellénistico-romaine. Bacchus est une sculpture de la Renaissance réalisé en 1497 par Michel-Ange. En 1566, Silène portant Dionysos enfant est découvert à Rome. Depuis 2013, la ville de Remich au Luxembourg dispose d'une statue du dieu du vin.

### Théâtre
Les Grenouilles est une comédie d'Aristophane en moins 405, qui met en scène Dionysos. La même année Euripide écrit une tragédie Les Bacchantes. En 1969, Richard Schechner adaptera l'œuvre du poète antique dans sa pièce Dionysus in 69.

### Textes anciens
- Émile Chambry, Émeline Marquis, Alain Billault et Dominique Goust (trad. du grec ancien par Émile Chambry), Lucien de Samosate : Œuvres complètes, Paris, Éditions Robert Laffont, coll. « Bouquins », 2015, 1248 p. (ISBN 978-2-221-10902-1), « La Salle »
- (grc + fr) Textes dionysiaques : G. Colli, La Sagesse grecque, 1977, t. 1 : Dionysos, Apollon, Éleusis, Orphée, Musée, Hyperboréens, Énigme, L'Éclat, 1990, p. 52-71.

### Études modernes
- André-Jean Festugière, « Ce que Tite-Live nous apprend sur les mystères de Dionysos », Mélanges d'Archéologie et d'Histoire (École française de Rome), vol. 66,‎ 1954, p. 79-99 (lire en ligne, consulté le 7 mars 2020)
- Jean Brun, Le Retour de Dionysos, Tournai, Desclée, 1969. Réédition : Les Bergers et les Mages (1976).
- Alain Daniélou, Shivä et Dionysos, Mythes et Rites d'une Religion Préaryenne, Fayard, 1980.
- Maria Daraki :
  - Dionysos, Arthaud, 1985  (ISBN 2700305035),
  - Dionysos et la déesse Terre, Flammarion, coll. « Champs », 1999  (ISBN 2080813110).
- Marcel Detienne :
  - Dionysos mis à mort, Gallimard, coll. « Tel », Paris, 1998  (ISBN 2070742121),
  - Dionysos à ciel ouvert, Hachette, coll. « Pluriel », Paris, 1998  (ISBN 2012788955).
- Louis Gernet, « Dionysos et la religion dionysiaque : éléments hérités et traits originaux » Anthropologie de la Grèce antique, Flammarion, coll. « Champs », 1999  (ISBN 2080811053).
- (de) Friedrich Wilhelm Hamdorf, Dionysos-Bacchus. Kult und Wandlungen des Weingottes, Callwey, 1986,  (ISBN 978-3766707925)
- Jean Haudry, Le feu dans la tradition indo-européenne, Archè, Milan, 2016  (ISBN 978-8872523438), p. 347-403
- Henri Jeanmaire, Dionysos, histoire du culte de Bacchus, Payot, 1re édition 1951, réed. 1991  (ISBN 2228884405).
- Walter F. Otto, Dionysos, le mythe et le culte, Mercure de France, 1969 (ASIN B0000DORX8).
- (en) Richard Seaford, Dionysos, London ; New York : Routledge, 2006  (ISBN 0-415-32488-2)
- Alberto Bernabé et al., éditeurs. Redefining Dionysos. Berlin, Boston: De Gruyter, 2013.
- Jean-Pierre Vernant, « Dionysos à Thèbes », in L'univers, les dieux, les hommes, Seuil, 1999.
- J. Rutland (trad. F. Carlier), Une cité grecque au téléobjectif, Paris/Tournai, Éditions Gamma, 1982, 29 p. (ISBN 2-7130-0491-8)
- Sofia Souli, Mythologie grecque, Michalis Toubis, 2005 (ISBN 978-960-540-112-2).
- Atrium Musicae de Madrid, Musique de la Grèce antique, Harmonia Mundi.